# برهان اختیار
برهان اراده آزاد (به انگلیسی: Argument from free will یا به اختصار AFFW)، استدلالی است دال بر اینکه علم مطلق خدا با اختیار داشتن انسان‌ها سازگار نیست. از این‌رو هر تصویری از خدا که هر دو مفهومِ علم مطلق و اختیار را بپذیرد دچار ناسازگاری است.

## استدلالی علیه وجود خدا
این برهان توسط دن بارکر ارائه شد و بدین شرح است: «خدا نمی‌تواند وجود داشته باشد و موجود خود متناقض نماست چرا که اراده ندارد. او می‌داند که قرار است در آینده چه کاری انجام دهد و چه تصمیمی بگیرد چه کسی را نجات دهد و چه کسی را بکشد پس از خود اراده ای ندارد و تماماً مجبور است کارهایی را بکند که خود از قبل می‌دانست باید این کارها را انجام دهد. اگر هم خدا وجود می‌داشت چاره ای جز خلق جهان نداشت و محکوم به این کار بود.»

## جواب اولیه
در این استدلال یک اشکال وجود دارد که علم نامتناهی خدا دو معنا دارد:
1. او همه آنچه را که برای دانستن خود انتخاب می‌کند می‌داند و بنابراین منطقاً ممکن است. یا به شکل شدیدتر:
2. او همه چه را که می‌توان به‌طور منطقی دانست می‌داند.

اگر علم نامتناهی خداوند به معنای اول آن به کار رود، اطلاق برهان بالا بستگی به این دارد که خداوند چه چیزی را برای شناخت انتخاب می‌کند و بنابراین حجت کاملی بر عدم وجود خدا نیست. استدلال در هر دو مورد بر این فرض استوار است که منطقاً ممکن است خداوند هر چه را که برای دانستن انتخاب نماید، پیش از انتخاب، بداند. مکتب عقاید جامعه گرایانه معتقد است که اراده آزاد با جبر سازگار است و بنابراین مفروضات این استدلال را نمی‌پذیرد.